# 何鴻超
何鴻超，OBE，JP（1916年7月6日—2005年8月11日），香港著名醫學家，放射科及腫瘤科專家，對鼻咽癌、肺癌有專精之研究，發表論文120餘篇，其「何氏分期法」及「何氏放射治療法」廣為國際醫學界推崇。

## 生平
何鴻超為歐亞混血兒，1916年生於香港。父何世耀曾任有利銀行買辦，為何東之弟何福次子。母施燕芳（Ethel Zimmern），為名紳施炳光長女、拔萃男書院前校長施玉麒之姊。1934年，何鴻超中學就讀於聖若瑟書院，及後入讀香港大學理學院，次年轉入醫學院，1940年畢業，後獲醫學博士學位。1941年，太平洋戰爭爆發，任國民政府軍野戰醫院軍醫，至1946年返港，任荔枝角傳染病醫院院長。1950年起，歷任香港政府醫務衛生處放射診療科主任顧問、放射學及腫瘤研究院院長、香港大學醫科外科部腫瘤放射療科名譽臨床教授。1963年，策劃成立香港防癌會，並擔任主席。 1967年，設立專為照顧癌病患者的南朗醫院。2005年8月11日，何鴻超病逝，享年八十九歲。

## 榮譽及紀念
- 1966年，獲頒授OBE勳銜。
- 1974年，獲香港大學頒發榮譽科學博士。
- 2006年，香港防癌會成立「何鴻超教授紀念助醫計劃」，為經濟拮据的癌病患者提供直接資助。